# 列衛廉
列卫廉（英語：William Bradford Reed，1806年6月30日—1876年2月18日），是美国的政治家、外交官、学者，曾担任驻清朝公使，1858年6月18日，与桂良、花沙纳签订《天津条约》。